# Simon Marlow
Simon Marlow is een Britse computerwetenschapper en programmeur werkzaam bij Facebook. Voordien werkte hij bij Microsoft Research.
Hij houdt zich met name bezig met onderzoek en ontwikkelingen gerelateerd aan de functionele programmeertaal Haskell. Samen met Simon Peyton Jones ontwikkelde hij aan de Universiteit van Glasgow de Glasgow Haskell Compiler (GHC). Naast GHC houdt zich ook bezig met het onderhoud van:
- Haddock, een documentatiegenerator voor Haskell
- Happy, een programma voor het genereren van parsers voor Haskell, vergelijkbaar met Yacc voor de programmeertaal C
- Alex, een programma voor het genereren van programma's voor lexicale analyse, vergelijkbaar met Lex en Flex, eveneens voor C